# Грейнджвілл (Айдахо)
Грейнджвілл (англ. Grangeville) — найбільше місто і центр округу Айдахо, штату Айдахо, США, що лежить у північно-центральній частині штату. Згідно з переписом 2010 року населення міста становило 3 141 особу, що на 87 осіб менше, ніж 2000 року.

## Географія
Грейнджвілл розташований за координатами 45°55′33″ пн. ш. 116°7′19″ зх. д. / 45.92583° пн. ш. 116.12194° зх. д. (45.925832, -116.121941).  За даними Бюро перепису населення США в 2010 році місто мало площу 3,77 км², з яких 3,76 км² — суходіл та 0,01 км² — водойми.

### Клімат
| Клімат : Грейнджвілл    | Клімат : Грейнджвілл | Клімат : Грейнджвілл | Клімат : Грейнджвілл | Клімат : Грейнджвілл | Клімат : Грейнджвілл | Клімат : Грейнджвілл | Клімат : Грейнджвілл | Клімат : Грейнджвілл | Клімат : Грейнджвілл | Клімат : Грейнджвілл | Клімат : Грейнджвілл | Клімат : Грейнджвілл | Клімат : Грейнджвілл |
| Показник                | Січ.                 | Лют.                 | Бер.                 | Квіт.                | Трав.                | Черв.                | Лип.                 | Серп.                | Вер.                 | Жовт.                | Лист.                | Груд.                | Рік                  |
| Абсолютний максимум, °C | 16,7                 | 20,6                 | 25,6                 | 31,1                 | 35,6                 | 36,7                 | 42,2                 | 41,1                 | 40,0                 | 30,6                 | 22,2                 | 18,9                 | 42,2                 |
| Середній максимум, °C   | 2,6                  | 5,2                  | 8,7                  | 13,2                 | 17,6                 | 21,5                 | 27,8                 | 27,8                 | 22,1                 | 14,9                 | 7,2                  | 3,3                  | 14,3                 |
| Середній мінімум, °C    | −5,9                 | −4,3                 | −2,2                 | 0,8                  | 4,4                  | 7,7                  | 10,8                 | 10,1                 | 6,1                  | 2,0                  | −2,2                 | −5                   | 1,9                  |
| Абсолютний мінімум, °C  | −31,1                | −31,1                | −22,8                | −11,7                | −7,2                 | −2,8                 | 0,6                  | −1,7                 | −7,2                 | −17,8                | −27,2                | −31,7                | −31,7                |
| Норма опадів, мм        | 40                   | 35                   | 58                   | 69                   | 84                   | 75                   | 27                   | 26                   | 43                   | 53                   | 47                   | 41                   | 597                  |
| Днів з опадами          | 11                   | 9                    | 12                   | 12                   | 12                   | 11                   | 5                    | 5                    | 7                    | 9                    | 11                   | 11                   | 115,0                |
| ----------------------- | -------------------- | -------------------- | -------------------- | -------------------- | -------------------- | -------------------- | -------------------- | -------------------- | -------------------- | -------------------- | -------------------- | -------------------- | -------------------- |
| Джерело: WRCC           |                      |                      |                      |                      |                      |                      |                      |                      |                      |                      |                      |                      |                      |

## Демографія

### Перепис 2010 року
Згідно з переписом 2010 року, у місті проживало 3 141 осіб у 1 389 домогосподарствах у складі 841 родин. Густота населення становила 836,4 особи/км². Було 1 527 помешкань, середня густина яких становила 406,6/км². Расовий склад міста: 94,8 % білих, 0,2 % афроамериканців, 1,4 % індіанців, 0,6 % азіатів, 0,1 % тихоокеанських остров'ян, 0,9 % інших рас, а також 1,9 % людей, які зараховують себе до двох або більше рас. Іспанці і латиноамериканці незалежно від раси становили 3,6 % населення.
Із 1 389 домогосподарств 27,7 % мали дітей віком до 18 років, які жили з батьками; 46,5 % були подружжями, які жили разом; 9,7 % мали господиню без чоловіка; 4,3 % мали господаря без дружини і 39,5 % не були родинами. 35,0 % домогосподарств складалися з однієї особи, у тому числі 15,5 % віком 65 і більше років. В середньому на домогосподарство припадало 2,21 мешканця, а середній розмір родини становив 2,83 особи.
Середній вік жителів міста становив 44 роки. Із них 23,1 % були віком до 18 років; 6,2 % — від 18 до 24; 21,5 % від 25 до 44; 28,8 % від 45 до 64 і 20,3 % — 65 років або старші. Статевий склад населення: 48,7 % — чоловіки і 51,3 % — жінки.
Середній дохід на одне домашнє господарство  становив 40 977 доларів США (медіана — 36 712), а середній дохід на одну сім'ю — 52 383 долари (медіана — 53 864). Медіана доходів становила 33 582 долари для чоловіків та 22 912 долари для жінок. За межею бідності перебувало 16,6 % осіб, у тому числі 20,8 % дітей у віці до 18 років та 16,2 % осіб у віці 65 років та старших.
Цивільне працевлаштоване населення становило 1622 особи. Основні галузі зайнятості: освіта, охорона здоров'я та соціальна допомога — 26,1 %, роздрібна торгівля — 17,1 %, будівництво — 12,9 %, виробництво — 11,8 %.

### Перепис 2000 року
Згідно з переписом 2000 року в місті проживало 3 228 осіб у 1 333 домогосподарствах у складі 857 родин. Густота населення становила 916,4 особи/км². Було 1 474 помешкання, середня густина яких становила 418,5/км². Расовий склад міста: 96,34 % білих, 0,03 % афроамериканців, 1,15 % індіанців, 0,28 % азіатів, 0,03 % тихоокеанських остров'ян, 0,68 % інших рас, і 1,49 % людей, які зараховують себе до двох або більше рас. Іспанці та латиноамериканці незалежно від раси становили 1,64 % населення.
Із 1 333 домогосподарств 31,2 % мали дітей віком до 18 років, які жили з батьками; 52,1 % були подружжями, які проживають разом, 9,1 % мали господиню без чоловіка, і 35,7 % не були родинами. 32,5 % домогосподарств складалися з однієї особи, у тому числі 15,2 % віком 65 і більше років. В середньому на домогосподарство припадало 2,34 мешканця, а середній розмір родини становив 2,96 особи.
Віковий склад населення: 25,8 % віком до 18 років, 5,6 % від 18 до 24, 24,0 % від 25 до 44, 24,3 % від 45 до 64 і 20,3 % років і старші. Середній вік жителів — 42 роки. Статевий склад населення: 46,7 % — чоловіки і 53,3 % — жінки.
Середній дохід домогосподарств у місті становив US$27 984, родин — $34 625. Середній дохід чоловіків становив $27 369 проти $16 179 у жінок. Дохід на душу населення в місті був $14 774. Близько 10,6 % родин і 13,6 % населення перебували за межею бідності, включаючи 15,0 % віком до 18 років і 10,4 % від 65 років і старших.